# Ludmila Jeske-Choińska-Mikorska
Ludmila Jeske-Choińska-Mikorska (Małachowo, Polònia, 1849 – Varsòvia, 2 de novembre de 1898) fou una cantant i compositora polonesa.

## Biografia
Va néixer a Małachowo, prop de Poznań, filla de Józef Mikorski i de Teofila Mikorska (Fontowicz).
Va estudiar cant a Viena amb Mathilde Marchesi i a Milà amb Francesco Lamperti i composició a Varsòvia amb Gustaw Roguski i Zygmunt Noskowski. Va estudiar també al Conservatori de Paris ia a Fankfurt. Fou també professora, primer a Poznań i després a Varsòvia.
El seu poema simfònic Rusalka va guanyar un premi a Chicago el 1893. Es va casar amb l'escriptor, historiador i crític literari Teodore Jeske-Choiński i va morir a Varsòvia. Està enterrada al cementiri de Powązki (secció 24-4-26).

## Obres
Mikorska va escriure per a orquestra i teatre, i també balls i obres per a piano. Les obres seleccionades inclouen:
- Poema simfònic Rusalka
- Markiz de Créqui, òpera còmica, 1892[7]
- Filutka, opereta, 1884
- Zuch dziewczyna, opereta, 1884[4]